# Абруполис
Абруполис (на старогръцки: Ἀβρουπόλις, Abrupolis) е цар на тракийското племе сапеи пр. 179 пр.н.е. до след 172 пр.н.е.
След 200 пр.н.е. Абруполис е приет при приятелите и съюзниците (amici et socii) на римляните. Той нахлува след смъртта на македонския цар Филип V (179 пр.н.е.) в територията на неговия син и наследник Персей, опустошава я до Амфиполис и анексира златните мини на Пангей. Персей обаче го изгонва от царството си. Римляните не реагират веднага за взетата власт на техния съюзник. Това им служи едва по-късно (172 пр.н.е.) като причина за Третата македонска война (172 – 168 пр.н.е.) против македонския цар.  Те изискват Персей да постави своя противник Абруполис отново в неговото владение. За по-късния живот и годината на смъртта на Абруполис няма сведения.